# Satârâ
Pour la ville d'Inde, voir Satara (ville).
La satârâ, ou pâva, est un instrument de musique appartenant à la famille des flûtes. Il s'agit d'une double flûte à bec en bois originaire des communautés pastorales du désert du Thar entre l'Inde et le Pakistan.
La pâva connue dans le sud pakistanais, dans les régions du Gujârat et du Râjasthan, existe elle-même sous plusieurs formes.